# 玉木幸則
玉木 幸則（たまき ゆきのり、1968年8月23日 - ）は、日本の著述家、テレビタレント、障害者相談支援専門員。
特定非営利活動法人メインストリーム協会理事、社会福祉士。
脳性まひを持つ。『バリバラ〜障害者情報バラエティー〜』（NHK教育テレビ）などに出演している。

## 人物・来歴
兵庫県姫路市出身。出産時の事故が原因で脳性まひとなる。日本福祉大学社会福祉学部第2部卒業。
既婚。妻は大学の先輩。一男一女の父である。

### 「バリバラ」出演まで
玉木がテレビへ出演するようになったきっかけは、『バリバラ』の前身である『きらっといきる』のプロデューサーの要請により、前任者の牧口一二の後を継いだことに始まる。当初、玉木は2ちゃんねるでの炎上や自らの言語障害などを考慮し、テレビ出演を躊躇していたが、以前の『きらっといきる』への出演時に玉木が発言した、「僕の夢は、『きらっといきる』のような番組が無くなっていくことです」という言葉をプロデューサーが持ち出し、「あんたの手で無くしてもらってええんやで」と言われたことが決め手となった。
当初の一年間は以前の番組を踏襲する形で進められたが、一年の締めくくりの反省会席上で、玉木が主張する「頑張った感を出さない」という理念に対して、ディレクターの不満が噴出する。「頑張った感を出さないとは、どういうことや？ 頑張っていることを見せて何が悪い！」というものであった。会話を重ねる内に、山本シュウが「それってバラエティーやなぁ」と言い始めた。これを受けプロデューサーが「じゃあ、バラエティーにしましょう」ということになり『バリバラ』が生まれた。
そのわずか一ヶ月半後、異例のスピードでバリバラが企画される。2012年4月には障害者が「本当に必要な情報」を楽しく届ける番組として放送が始まった。番組ではこれまではタブー視されてきた障害者の性や、障害自体を笑いのネタにするような内容まで含み、真のバリアフリーを目指す画期的なものとなった。

## 著書
- 生まれてきてよかった―てんでバリバラ半生記― 解放出版社（2012年10月22日）
- トコトン生きるための15問 解放出版社（2020年）

## 出演番組
- きらっといきる - NHK大阪放送局（1999年4月7日 - 2012年3月30日）
- バリバラ〜障害者情報バラエティー〜 - NHK大阪放送局 Eテレの身障者のバラエティ番組（2012年4月6日 -）